# Как важно быть серьёзным (телеспектакль)
«Как важно быть серьезным» — телевизионный спектакль, поставленный режиссёром Александром Белинским в в 1976 году по одноименной пьесе О. Уайльда, написанной в 1895 году.

## Сюжет
Две девушки — аристократка Гвендолин и провинциалка Сесили — мечтают выйти замуж за серьёзных, положительных молодых людей и обязательно по имени Эрнест. Два влюблённых, но легкомысленных молодых человека — неотразимый Джон, заботливый опекун юной Сесили, и ловкач Алджернон, — дабы соответствовать этим ожиданиям, представляются Эрнестами. Джон ухаживает за Гвендолин, Альджернон предлагает руку и сердце Сесили; одна ложь неизбежно рождает другую и оборачивается рядом недоразумений.

## В ролях
- Лидия Сухаревская — леди Брэкнелл
- Вера Васильева — мисс Призм, гувернантка
- Евгения Симонова — Сесили Кардью
- Игорь Старыгин — Алджернон Монкриф
- Александр Кайдановский — Джон Уортинг, землевладелец, почётный мировой судья
- Сергей Цейц — каноник Чезюбл, доктор богословия
- Татьяна Васильева — Гвендолен Ферфакс, дочь леди Брэкнелл
- Владимир Ушаков — Мерримен
- Якоб Ромбро — Лэйн, лакей Монкрифа

## Съёмочная группа
- Режиссёр — Александр Белинский
- Художник-постановщик — В. Лыков.
- Оператор-постановщик — Г. Алексеев.
- Операторы — Ю. Гаврилов, А. Вилин.
- Художник по костюмам — Г. Таар.